# Surinaams-Venezolaanse betrekkingen

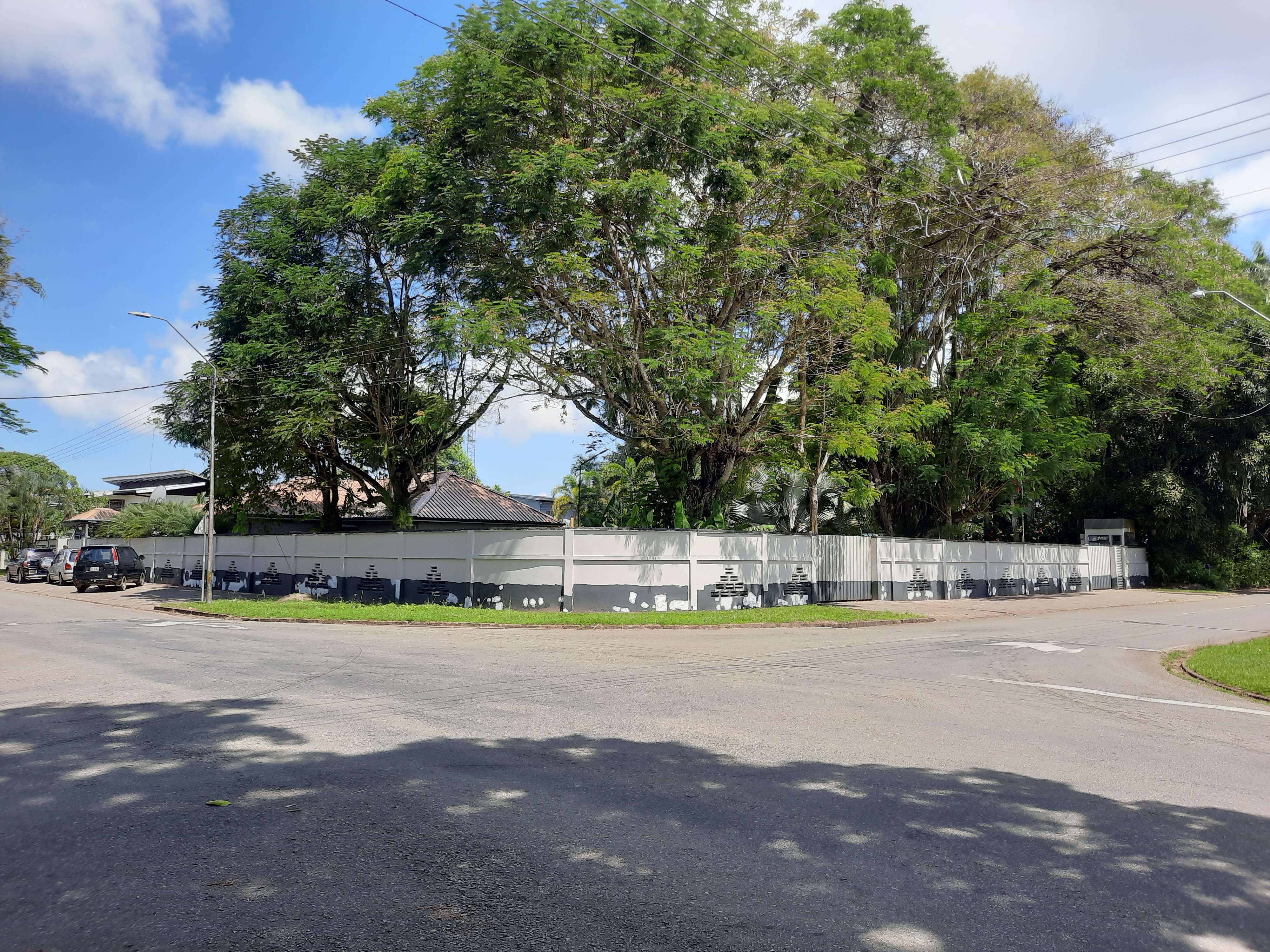
Venezolaanse ambassade in Paramaribo

Surinaams-Venezolaanse betrekkingen verwijst naar de huidige en historische betrekkingen tussen Venezuela en Suriname. 

## Diplomatieke vertegenwoordiging
De Surinaamse ambassade in Caracas is een van de zes ambassades die Suriname kort na de Surinaamse onafhankelijkheid van 25 november 1975 opende. Venezuela heeft sinds circa 1975/1976 een ambassade in Paramaribo.

## Vriendschappelijke betrekkingen
Venezuela en Suriname hebben tijdens de regeringen van Desi Bouterse goede relaties onderhouden. Hugo Chávez belde Bouterse na diens verkiezing tot president om hem te feliciteren en maakte nog hetzelfde jaar een bezoek aan Suriname. Het jaar erop maakte Bouterse een bezoek aan Venezuela.
Na het aantreden van de regering-Santokhi in 2020 bekrachtigden beide landen hun diplomatieke betrekkingen. In 2020, tijdens een bezoek van de Amerikaanse minister van Buitenlandse Zaken, Mike Pompeo, benadrukte president Santokhi dat Suriname geen acties tegen Venezuela vanaf Surinaams grondgebied zal toestaan.

## Diplomatieke missies
- Ambassade van Suriname in Venezuela
- Ambassade van Venezuela in Suriname

## Venezolaans Instituut voor Cultuur en Samenwerking
Op 19 april 1969 werd het Venezolaans Instituut voor Cultuur en Samenwerking opgericht, dat in de eerste decennia Centro Andrés Bello (de Cultura) heette, door het Venezolaanse consulaat en het Surinaamse ministerie van Onderwijs. Het belangrijkste doel was de samenwerking tussen beide landen te bevorderen. Het instituut geeft onder meer cursussen Spaans en houdt exposities van foto's en kunst.
Bij en in het centrum staan de volgende beelden:
| Onderwerp                   | Kunstenaar      | Onthulling | Locatie                       | Omschrijving                                                 |
| --------------------------- | --------------- | ---------- | ----------------------------- | ------------------------------------------------------------ |
| Borstbeeld van Andrés Bello | onbekend        | onbekend   | kruising Frederik Derbystraat | Andrés Bello, Venezolaans dichter, geleerde en revolutionair |
| Borstbeeld van Hugo Chávez  | Nelson Bermúdez | 2016       | kruising Frederik Derbystraat | Hugo Chávez, Venezolaans president                           |